# 张秉法
张秉法（1940年—），山西怀仁人。中华人民共和国政治人物。
早年担任山阴县委书记。1985年，任山西省纪委副书记。1987年任忻州地委书记。1993年任长治市委书记。1995年任山西省委政法委书记。1996年任山西省委常委、政法委书记。2000年1月改任山西省人大副主任。